# Rhiniformes
Ordre
Les Rhiniformes sont un ordre de raies.

## Liste des familles
Selon ITIS (6 décembre 2024) :
- famille des Rhinidae Müller & Henle, 1841
  - genre Rhina Bloch & Schneider, 1801
    - espèce Rhina ancylostoma Bloch & Schneider, 1801

  - genre Rhynchobatus Müller & Henle, 1837
    - espèce Rhynchobatus djiddensis (Forsskål, 1775)
    - espèce Rhynchobatus luebberti Ehrenbaum, 1915

## Systématique
Le nom valide complet (avec auteur) de ce taxon est Rhiniformes.
Le WoRMS ne reconnait pas cet ordre et classe la famille des Rhinidae dans l'ordre des Rhinopristiformes.